# Braisnes-sur-Aronde
Braisnes-sur-Aronde, antes conocida como Braisnes, es una población y comuna francesa, en la región de Picardía, departamento de Oise, en el distrito de Compiègne y cantón de Ressons-sur-Matz.

## Demografía
| 99 | 106 | 101 | 110 | 159 | 179 |
| Para los censos de 1962 a 1999 la población legal corresponde a la población sin duplicidades (Fuente: INSEE [Consultar]) |     |     |     |     |     |